# Hashimoto Koichi
Koichi Hashimoto (sinh ngày 13 tháng 1 năm 1969) là một cầu thủ bóng đá người Nhật Bản.

## Sự nghiệp câu lạc bộ
Koichi Hashimoto đã từng chơi cho Kashiwa Reysol.